# KIFC1
KIFC1 ou kinesin family C1, est une protéine encodée chez l’homme par le gène KIFC1 situé sur le chromosome 6 humain.
Cette protéine appartient à la famille des kinésines. Elle est utile lors de la formation du fuseau mitotique.